# Mosconi Cup 2017
Der Mosconi Cup 2017 war ein Poolbillardturnier in der Disziplin 9-Ball, das vom 4. bis 7. Dezember 2017 im Mandalay Bay in Paradise stattfand. Es war die 24. Auflage des nach Willie Mosconi benannten Turniers, bei dem eine europäische Mannschaft gegen eine amerikanische spielt.
Das europäische Team setzte sich seit 2010 zum achten Mal in Folge durch und zum insgesamt zwölften Mal. Das entscheidende Spiel zum 11:4-Sieg gewann Joshua Filler mit 5:3 gegen Dennis Hatch. Der Deutsche, der mit 20 Jahren der bisher jüngste Teilnehmer eines Mosconi Cups war, wurde als Most Valuable Player ausgezeichnet.

## Teilnehmer

### Team Europa
| Spieler           | Land        | Geburtsdatum  | Mosconi-Cup-Statistik (vor 2017)     | Mosconi-Cup-Statistik (vor 2017)     | Mosconi-Cup-Statistik (vor 2017)     | Mosconi-Cup-Statistik (vor 2017)     | Mosconi-Cup-Statistik (vor 2017)     |
| Spieler           | Land        | Geburtsdatum  | Teilnahmen                           | Siege                                | Sp.                                  | G                                    | V                                    |
| ----------------- | ----------- | ------------- | ------------------------------------ | ------------------------------------ | ------------------------------------ | ------------------------------------ | ------------------------------------ |
| David Alcaide     | Spanien     | 14. Dez. 1978 | 1                                    | 0                                    | 4                                    | 2                                    | 2                                    |
| Nick van den Berg | Niederlande | 24. Mai 1980  | 7                                    | 5                                    | 32                                   | 13                                   | 19                                   |
| Joshua Filler     | Deutschland | 2. Okt. 1997  | 0                                    | 0                                    | 0                                    | 0                                    | 0                                    |
| Jayson Shaw       | Schottland  | 13. Sep. 1988 | 1                                    | 1                                    | 4                                    | 2                                    | 2                                    |
| Ralf Souquet      | Deutschland | 29. Nov. 1968 | 16                                   | 6                                    | 76                                   | 47                                   | 29                                   |
| Marcus Chamat     | Schweden    | 6. Mai 1975   | (nichtspielender Mannschaftskapitän) | (nichtspielender Mannschaftskapitän) | (nichtspielender Mannschaftskapitän) | (nichtspielender Mannschaftskapitän) | (nichtspielender Mannschaftskapitän) |

### Team USA
| Spieler           | Staat        | Geburtsdatum  | Mosconi-Cup-Statistik (vor 2017)     | Mosconi-Cup-Statistik (vor 2017)     | Mosconi-Cup-Statistik (vor 2017)     | Mosconi-Cup-Statistik (vor 2017)     | Mosconi-Cup-Statistik (vor 2017)     |
| Spieler           | Staat        | Geburtsdatum  | Teilnahmen                           | Siege                                | Sp.                                  | G                                    | V                                    |
| ----------------- | ------------ | ------------- | ------------------------------------ | ------------------------------------ | ------------------------------------ | ------------------------------------ | ------------------------------------ |
| Shane van Boening | South Dakota | 14. Juli 1983 | 10                                   | 1                                    | 50                                   | 21                                   | 29                                   |
| Óscar Domínguez   | Kalifornien  | 26. März 1985 | 1                                    | 1                                    | 5                                    | 2                                    | 3                                    |
| Dennis Hatch      | Michigan     | 27. Jan. 1971 | 4                                    | 1                                    | 19                                   | 9                                    | 10                                   |
| Billy Thorpe      | Ohio         |               | 0                                    | 0                                    | 0                                    | 0                                    | 0                                    |
| Skyler Woodward   | Kentucky     | 7. Mai 1993   | 2                                    | 0                                    | 9                                    | 3                                    | 6                                    |
| Johan Ruijsink    | Niederlande  |               | (nichtspielender Mannschaftskapitän) | (nichtspielender Mannschaftskapitän) | (nichtspielender Mannschaftskapitän) | (nichtspielender Mannschaftskapitän) | (nichtspielender Mannschaftskapitän) |

## Spielplan
| Spiel | Datum      | Art    | Spieler USA             | Ergebnis | Spieler Europa         | Gesamtstand |
| ----- | ---------- | ------ | ----------------------- | -------- | ---------------------- | ----------- |
| 1     | 04.12.2017 | Team   | Team USA                | 3:5      | Team Europa            | 0 – 1       |
| 2     | 04.12.2017 | Doppel | Woodward & Thorpe       | 3:5      | Alcaide & Shaw         | 0 – 2       |
| 3     | 04.12.2017 | Einzel | Hatch                   | 4:5      | Filler                 | 0 – 3       |
| 4     | 04.12.2017 | Doppel | van Boening & Domínguez | 3:5      | Souquet & van den Berg | 0 – 4       |
| 5     | 04.12.2017 | Einzel | van Boening             | 5:1      | Shaw                   | 1 – 4       |
| 6     | 05.12.2017 | Doppel | Hatch & Thorpe          | 5:4      | van den Berg & Alcaide | 2 – 4       |
| 7     | 05.12.2017 | Einzel | Domínguez               | 3:5      | Souquet                | 2 – 5       |
| 8     | 05.12.2017 | Doppel | van Boening & Woodward  | 1:5      | Filler & Shaw          | 2 – 6       |
| 9     | 05.12.2017 | Einzel | Woodward                | 1:5      | Alcaide                | 2 – 7       |
| 10    | 05.12.2017 | Doppel | van Boening & Thorpe    | 0:5      | van den Berg & Filler  | 2 – 8       |
| 11    | 06.12.2017 | Doppel | Domínguez & Hatch       | 5:4      | Souquet & Shaw         | 3 – 8       |
| 12    | 06.12.2017 | Einzel | Thorpe                  | 5:4      | van den Berg           | 4 – 8       |
| 13    | 06.12.2017 | Doppel | Woodward & Domínguez    | 2:5      | Souquet & Alcaide      | 4 – 9       |
| 14    | 06.12.2017 | Einzel | van Boening             | 4:5      | Shaw                   | 4 – 10      |
| 15    | 07.12.2017 | Einzel | Hatch                   | 3:5      | Filler                 | 4 – 11      |